# In situ
 In situ  és una locució llatina que significa «en el lloc mateix», i que és generalment utilitzada per designar un fenomen observat en el lloc, o una manipulació realitzada en el lloc. Aquesta expressió s'ha d'interpretar amb significats específics i particulars, segons el context en què s'aplica.

## Art contemporani
En art contemporani, in situ designa un mètode artístic o una obra que té en compte el lloc on és o serà instal·lat o aplicat.

## Biologia
En biologia, in situ designa a l'anàlisi d'un fenomen exactament en el lloc i condicions on aquest es desenvolupa (sense desplaçament a un mitjà o lloc especial, i sense modificació de les condicions usuals o naturals). En certs casos, la significació pot arribar a ser intermèdia o pròxima a in vivo o in vitro. Per exemple, en examinar una cèl·lula d'un òrgan sense extirpació d'aquesta, el significat s'acosta a examen in situ, el que no necessàriament implica que l'animal no hagi estat sacrificat, o el que no necessàriament implica que la persona es trobi encara amb vida. És clar, si l'ésser involucrat és mort, la situació s'allunya d'una experiència in vivo, però això no és exactament el mateix que treballar i analitzar una cèl·lula aïllada (el que podria constituir un bon exemple d'experiència in vitro).

## Electrònica
En electrònica, la programació in situ indica la capacitat de programar un dispositiu directament en l'etapa final, i immediatament abans de l'execució.

## Enginyeria civil
En enginyeria civil in situ designa un mètode tècnic que s'usa o té lloc en el mateix emplaçament de l'obra.

## Medi ambient
Pel que fa a la neteja d'un lloc contaminat, in situ designa un mètode de recuperació desenvolupat en el lloc pol·luït, per exemple per acceleració dels processos naturals, contràriament ex situ on el sòl contaminat és excavat i transportat, per després ser processat i depurat en un altre lloc.

## Medicina

Esquema d'un carcinoma in situ, que no ha envaït més enllà de la membrana basal.

En càncer/oncologia: in situ significa que les cèl·lules malignes estan presents com a tumor, però no s'han escampat més enllà de la capa o tipus de teixit on va sorgir.